# Aram Ter-Ghevondyan
Aram Ter-Ghevondyan (en armenio: Արամ Նահապետի Տեր-Ղևոնդյան, también escrito en fuentes occidentales como Ter-Ghewondyan o Ter-Łewondyan. 24 de julio de 1928-10 de febrero de 1988) fue un historiador y erudito armenio que se especializó en el estudio de fuentes históricas y las relaciones de la Armenia medieval con el mundo islámico. Su obra fundamental, Los Emiratos Árabes en Bagratuni Armenia, es un estudio sobre el Reino Bagrátida de Armenia. Desde 1981 hasta su muerte, Ter-Ghevondyan dirigió el Instituto de Estudios Orientales de la Academia de Ciencias de Armenia, y además, obtuvo un doctorado honorario de la Universidad de Alepo y fue miembro asociado de la Academia Tiberiana de Roma.

## Biografía

### Educación
Ter-Ghevondyan nació en El Cairo, Egipto, en una familia armenia que había huido de la ciudad de Marash en la época del Imperio otomano durante las masacres del Genocidio armenio. A fines de la década de 1940, su familia fue repatriada a la República Socialista Soviética de Armenia y allí fue admitido de inmediato en la Universidad Estatal de Ereván.
Ter-Ghevondyan se graduó en el departamento de filología de lenguas orientales de la universidad en 1954. Siguiendo estudios superiores, fue aceptado en el departamento de Estudios Orientales de la Universidad Estatal de Leningrado. Allí conoció a los eruditos armenios Hrachia Adjarian y Joseph Orbeli. Defendió su disertación, El emirato de Dvin de los siglos IX al XI, y recibió su Candidato de Ciencias en 1958.

### Carrera académica
Como erudito que hablaba árabe con fluidez, Ter-Ghevondyan tenía un profundo interés en la historia de los califatos y emiratos árabes medievales. De 1958 a 1981, trabajó en el Instituto de Historia de la Academia Nacional de Ciencias (HH GAA por sus siglas en armenio) con énfasis en filología, historiografía y estudio de fuentes históricas. Su primer trabajo significativo dedicado a las relaciones de la Armenia bagrátida con el mundo islámico fue Los Emiratos Árabes en Bagratuni Armenia (en armenio: Արաբական Ամիրայությունները Բագրատունյաց Հայաստանում) publicado en 1965. El libro fue traducido al inglés por la historiadora estadounidense Nina Garsoïan, y más tarde al árabe por Aleksan Keshishyan. El trabajo de doctorado de Ter-Ghevondyan se centró en los vínculos políticos y culturales entre armenios y árabes durante la época medieval y defendió su tesis una vez más, por lo cual recibió su doktor nauk en 1977. Titulado Armenia y el califato árabe, el trabajo de Ter-Ghevondyan fue publicado por la HH GAA en el mismo año.
En 1981, gracias a los esfuerzos de Ter-Ghevondyan, se estableció el instituto de Estudios Orientales de la HH GAA y fue nombrado titular de la cátedra de estudio de fuentes primarias. Continuó con su investigación y ese mismo año completó la traducción de los extractos de la obra del cronista árabe del siglo XIII Ibn al-Asir, como parte de una serie iniciada por la HH GAA para traducir fuentes históricas sobre Armenia de sus idiomas originales al armenio. Tradujo del armenio clásico al moderno, escribió las introducciones y comentarios de las obras de los historiadores armenios Ghevond (Historia) y Agathangelos (Historia de Armenia). En 1983, Ter-Ghevondyan se convirtió en profesor en la Universidad Estatal de Ereván y enseñó los cursos de historia antigua y medieval del mundo árabe e introducción a la filología árabe.
Debido a su muerte, en febrero de 1988, muchas de sus obras quedaron inéditas. Su monografía, Armenia en los siglos VI al VIII, se publicó póstumamente en 1996. Fue autor de más de cien artículos y colaborador habitual de las entradas relacionadas con el árabe en la Enciclopedia soviética armenia (1974-1987) y escribió numerosos capítulos en el segundo y tercer volumen de la Historia del pueblo armenio (vol. II, 1984; vol. III, 1976).

## Publicaciones
- (En armenio) Արաբական Ամիրայությունները Բագրատունյաց Հայաստանում (Los Emiratos Árabes en Bagratuni Armenia). Ereván, RSS de Armenia: Academia de Ciencias de Armenia, 1965.
- (En francés) Chronologie de la ville de Dvin (Duin) aux 9e et 11e siècles. Revue des Études Arméniennes. NS 2, 1965
- (En francés) Le Prince d'Arménie à l'époque de la domination arabe. Revue des Études Arméniennes. Tomo III, 1966.
- (En francés) La survivance de la division administrative Kust-i-Kapkoh sous le califat. Revue des Études Arméniennes. NS 5, 1968.
- (En armenio) Սասունի 749-752 թթ. Անհայտ ապստամբությունը Խալիֆայության դեմ. (La desconocida rebelión de Sasun en 749-752 contra el califato). Patma-Banasirakan Handes. N.º 3, 1971.
- (En ruso) Армения и apaбcкий Халифат (Armenia y el califato de Apabian). Ereván, RSS de Armenia: Academia de Ciencias de Armenia, 1977.
- (En francés) L'Armenie et la conquete arabe, en Armenian Studies / Études Arméniennes in Memoriaum Haig Berbérian. Dickran Kouymjian (ed.) Lisboa: Fundación Calouste Gulbenkian, 1986.
- (En armenio) Հոդվածների Ժողովածու (Colección de artículos). Ereván: Prensa de la Universidad Estatal de Ereván, 2003.
- (En inglés) The Armenian Rebellion of 703 Against the Caliphate en The Legacy of Jihad: Islamic Holy War and the Fate of Non-Muslims. Nueva York: Prometheus Book, 2005.